# Richard Le Poer
Richard John De La Poer Beresford (* 19. August 1987) ist ein englischer Polospieler mit einem Handicap von 4.
Le Poer ist Kapitän des Young England Polo-Teams und gilt als einer der besten Nachwuchsspieler der Welt.
Er ist der Enkel von John Beresford, 8. Marquess of Waterford, und der Sohn von Henry Beresford, 9. Marquess of Waterford und dessen Titelerbe, daher führt er den Höflichkeitstitel Earl of Tyrone. Vor dem Tod seines Großvaters trug er den Höflichkeitstitel Lord Le Poer, weshalb er als Richard Le Poer bekannt wurde.
Die Beresford-Familie ist eine der ältesten Polodynastien der Welt.

## Werdegang
Bedingt durch die Polobegeisterung seiner Familie wollte er schon als Kind ein professioneller Polospieler werden. Mit neun Jahren trat er dem Berkeley Polo Cub in Gloucestershire  bei und gewann bereits in seinem ersten Jahr die nationale Meisterschaft der Spieler unter 11 Jahren.
Mit 12 begann er mit Erwachsenen zu spielen, zu seinen Teamkollegen gehörten Prinz William und Mark Tomlinson.
Zwischen 2003 und 2006 führte er als Kapitän das Harrow School Polo Team an.
Beim St. Moritz Polo World Cup on Snow spielte er sowohl 2009 als auch 2010 für das Team von Julius Bär. 2010 musste sich sein Team allerdings dem Team von Cartier geschlagen geben.
In der aktuellen Weltrangliste wird er mit 104 Punkten auf Rang 85 geführt.